# オオキンブナ
オオキンブナ（大金鮒、おおきんぶな、Carassius buergeri buergeri ）は、C. buergeri の基亜種の淡水魚。C. buergeri は、通称マブナで、ニゴロブナ、ナガブナ、キンブナなどの亜種がいる。

## 分布
日本の九州、四国、淡路島、本州の山口県・広島県・岡山県・兵庫県・京都府・奈良県・大阪府・和歌山県・三重県・滋賀県・岐阜県・愛知県・静岡県・山梨県・長野県に生息する。生活場所は河川中流・下流、支流、池沼、ワンドやタマリ、農業用水路と幅広く、稚魚や幼魚は狭い汚濁した水路などにも生息する。

## 形態
全長15-20 cm、最大35 cm。体形は大型で側扁する。キンブナによく似るが、体高が小さく、鰓耙数はキンブナが30-38でオオキンブナが36-45、背鰭条数はキンブナが11-14でオオキンブナが14-16、といった点で異なる。ギンブナに非常によく似るが、鰓耙数はギンブナが41-47でオオキンブナが36-45、背鰭条数はギンブナが15-18でオオキンブナが14-16、といった点で異なる。鱗は金色で、キンブナより大きいのでこの名がついた。

## 生態
繁殖期は3-6月で、抽水植物帯で産卵する。ギンブナと違い雌雄比は1対1。雑食性で、底生昆虫や、小型の水生動物、デトリタスを、下向きの口で砂や泥ごと餌を吸い込み、鰓でこしとって食べる。

## 利用
西日本では、えり網、刺し網、落とし網、釣りなどで獲られ、甘露煮や洗いや煮つけなど、食用に利用されることがある。

## 保全状況
本亜種の存在は1960年代頃から示唆されるようになり、1980年頃に提唱されはじめた。そしてその後、C. buergeri の新亜種として記載された。河川改修などによって生息数は減少していると推測されているが、このように提唱が遅かったため、減少がどのように進んでいるかは明らかになっていない。ギンブナによく似ていたり、交雑もおこるため、個体数調査は難しく、十分な情報がないため、絶滅危惧種などへの指定はない。